# Francisco Berge
Francisco Berge, también como Berje y Verjes, (Alcorisa, c. 1585-Zaragoza, antes del 6 de junio de 1614) fue un músico español, maestro de capilla de la catedral de Zaragoza.

## Vida
Es muy poco lo que se sabe de la vida de Berge. La mayor parte de la información sobre su vida procede de Historias Eclesiásticas y seculares de Aragón de Vicencio Blasco de Lanuza, que le dedica el capítulo «Raro exemplo de mortificación y paciencia del Maestro Francisco Verjes». La historia, ocurrida durante su maestría en la Seo, retrata el carácter de Berge:

Era juntamēte muy sieruo de Dios, muy dado a la oracion, y contemplacion, muy humilde, paciente y limosnero; como se vera en vn repentino y estraño sucesso que siendo Maestro de Capilla le sucedio.
 Vino de Castilla vn grande Musico de Corneta, y como es costumbre a los tales admitirles en la Capilla fue admitido este. Y si bien es verdad, que era diestro en la musica, antes de començar tenia costumbre de estar soplando su instrumento, que enfadaua a los Cantores, y siempre entraua tarde en el verso, y podia hazer aquello mucho antes, o dexarlo de hazer, que no siēpre era necessario. Acabado el Oficio, que era un dia muy solemne, le conuido y lleuò a comer a su casa el Maestro Verjes, y andando en platicas, y preguntando el musico, lo que auiā sentido en aquella Iglesia de su destreza; respondio el Maestro que muy bien auia parecido su habilidad: pero que le suplicaua enmēdasse aquel vicio de soplar la Corneta quando començauan los Cantores el verso. Callò con esto, comieron, regalò su conuidado, acariciole aquel sieruo de Dios, y al tiempo de Visperas encaminandose juntos ázia la Iglesia; el Corneta boluio al Maeitro a la misma platica, y el con su senzillez, y con el zelo de caridad le boluio a dezir, y reprehender lo mismo. El Musico alçò la mano, у le dio vn terrible bofeton, a vista de alguna gente que estaua en la calle, sin auer precedido molestia descubierta, ni injuria alguna. El Maestro Verjes no hizo mouimiento, alguno, ni mostró mas señal de agrauio, que si huuiera dado a vna piedra; antes bien acudio a detener vn caballero desta ciudad (que arremetio contra aquel decomulgado para castigarle) y le suplico, que no hiziesse cosa semejante, y le quitasse, y diesse ocasion de perder aquel merezimiento: y con esto huyò el malhechor, y el Maestro se vino a la Iglesia, sin alteracion ni mudança en el rostro, lleno de risa, y prosiguio su oficio en las Visperas. No faltò quiē supiesse lo que auia passado, y por orden de los Iuezes fueron a preder el hombre aquella tarde, en la qual permitio Dios, que estando junto el Carmen, y teniendo palabras con vnos moçuelos, le acometiessen, y diessen algunos golpes cō que le hirieron; en vengança sin duda, de lo que descomulgadamēte auia hecho, que no permite Dios tan grandes insolencias contra sus Sacerdotes, que no tenga aparejado muy a la mano el castigo. Fue puesto este desuenturado en las carceles en donde estuuo muchos dias. En todos los quales en pago de la buena obra le sustentò de su casa el Maestro Verjes, en cuyo pecho reynaua el amor de Dios, y caridad de los proximos, y no de qualesquiere, sino la de los enemigos, y la beneficēcia de los que nos aborrecen. Y no se contentò con esto, sino que rogò los Iuezes por el con grandes veras, para que le librassen, y sacassen de la carcel, culpandose a si mismo y diciendo, que le auia dado ocasion, que el tenia la culpa, y no el preso. Y pudo tanto, que por sus ruegos у bondad le libraron, y el buen Verjes le dio dineros para el camino, con que se fuesse a su tierra.

Tras el intento fallido de nombrar a Bernardo Peralta Escudero maestro de capilla de la Seo de Zaragoza, el Cabildo catedralicio «determinóse que se conduzca por maestro de capilla al de Lérida y remitióse la forma de conducirlo alas personas que el Cabildo le nombrará» el 2 de marzo de 1612. Una semana más tarde, concretaron la decisión:

Determinóse también que se conduzca al Maestro de Lérida, llamado Berge y se le den por salario la ración del capellán  mayor, que llevaba hasta aquí y, a más, la gruesa y coquetas y distribución como racionero, computado en 200 libras y más ciento cincuenta libras del común; y el tratarlo y la forma de la conducción se remitió a los señores Deán, Palafox, Peralta y Artieda.

Fue maestro de Diego Pontac, tal como confirma en un escrito autobiográfico, «en la Iglesia de Zaragoza, siendo Seise, aprendí a cantar con Pujol, y Francisco Berje».
Poco más revelan las actas del Cabildo. El 23 de mayo de 1614 notifican la grave enfermedad de Berge, «Resolvieron, habiéndose votado por habas, que no se haga mudanza por ahora, sino que el más antiguo de la Capilla la rija estas fiestas  del Corpus, en ausencia del Maestro por estar enfermo.» Unos días más tarde, el 6 de junio, comunican la muerte del maestro: «Resolvieron que entretanto que se trata de proveer el Magisterio de Capilla, que está vacante por muerte del Maestro Berge,  se encargue Gerónimo Zamorano de los muchachos y de regir la Capilla.» Vicencio Blasco de Lanuza comenta que el maestro tenía tan solo 29 años en el momento de su muerte.

## Obra
Solo se conserva una obra de Berge en el archivo musical de la Seo: María, rosa cándida, un motete a ocho voces, en dos coros acompañados de arpa y órgano.